# Willa przy ul. Lipowej 9 w Sopocie

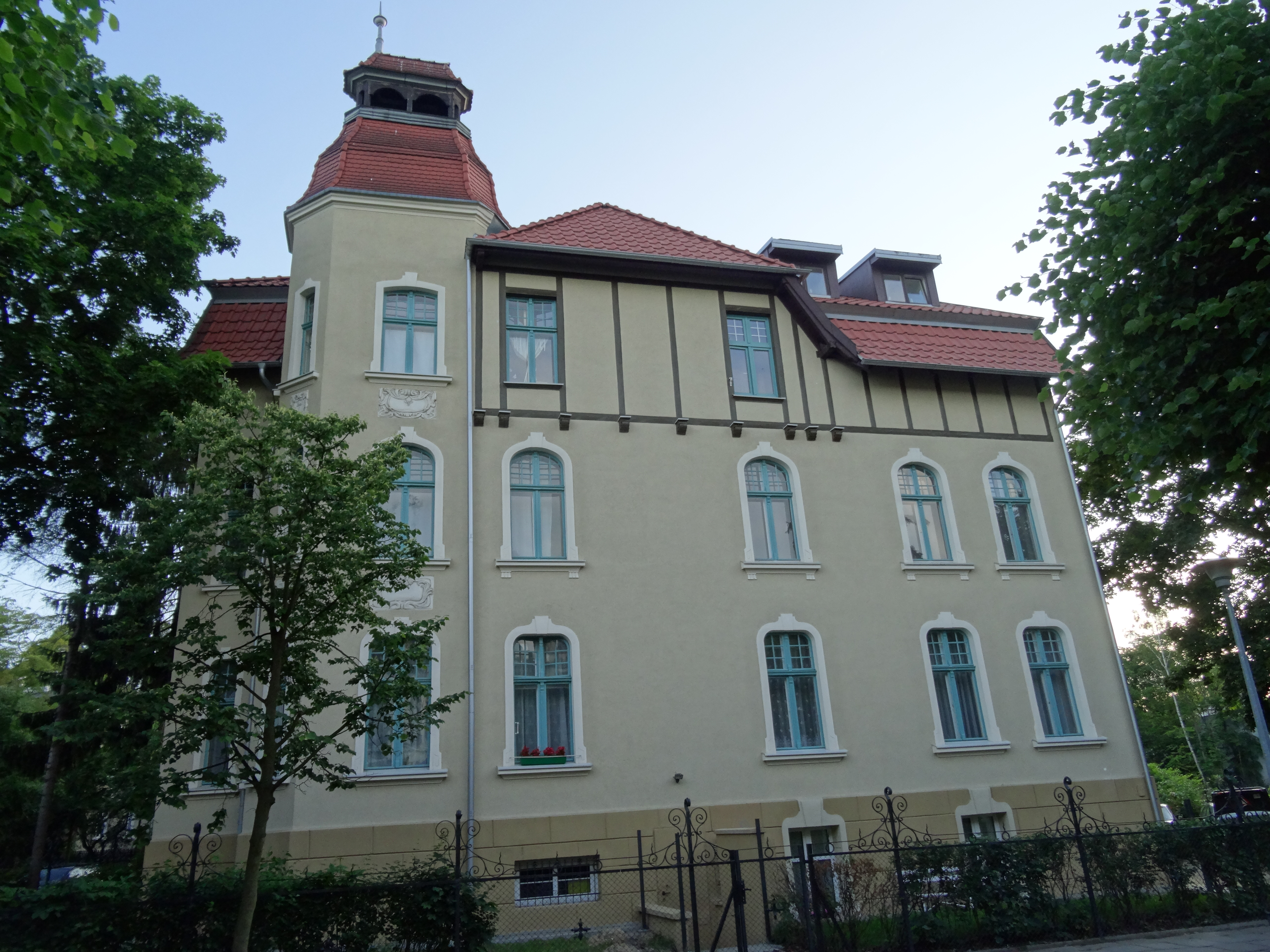
Willa przy ul. Lipowej 9

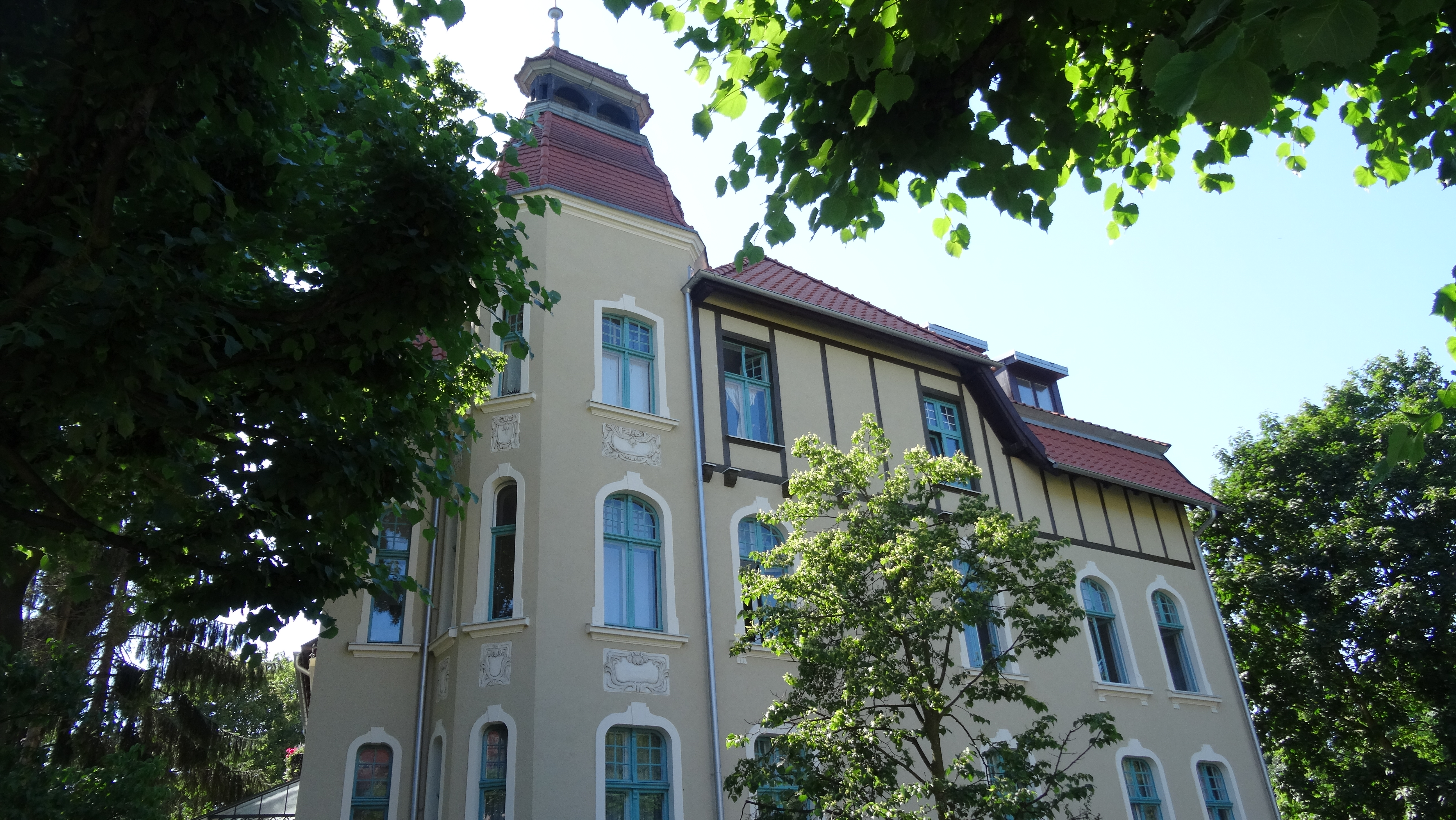
Widok od strony ul. Władysława IV

Willa Lipowa 9 w Sopocie – kilkurodzinna willa czynszowa znajdująca się w Sopocie przy ul. Lipowej 9 o wystroju secesyjnym, zbudowana w 1904 na rogu ówczesnej Charlottenstrasse (wytyczonej w 1893, dzisiejsza ul. Lipowa) i Baedeckerweg (obecnie ul. Władysława IV) przez arch. Augusta Schmidtkego. 

## Opis
Dom został wybudowany w modnym na przełomie XIX i XX w. sopockim stylu, zawiera charakterystyczne elementy: wieżyczkę, konstrukcję dachu, werandy i loggie z balustradami w kształcie łodyg kwiatów, secesyjne ornamenty roślinne na drzwiach wejściowych i elewacji. Akcentami secesyjnymi są także okna: nerkowatego kształtu okienko nad drzwiami wejściowymi, zaokrąglone okna w pozostałych częściach budynku.
Obiekt znajduje się w wojewódzkim rejestrze zabytków.